# Nymphon macabou
Nymphon macabou är en havsspindelart som beskrevs av Müller, H.-G. 1990. Nymphon macabou ingår i släktet Nymphon och familjen Nymphonidae. Inga underarter finns listade i Catalogue of Life.